# Syzygium albiflorum
Syzygium albiflorum là một loài thực vật có hoa trong Họ Đào kim nương. Loài này được (Duthie ex Kurz) Bahadur & R.C.Gaur miêu tả khoa học đầu tiên năm 1978.